# Dolnje Brezovo
Dolnje Brezovo je naselje v Občini Sevnica.